# Widang (plaats)
Widang is een bestuurslaag in het regentschap Tuban van de provincie Oost-Java, Indonesië. Widang telt 8791 inwoners (volkstelling 2010).